# Greg Hetson
Greg Hetson (Brooklyn, Nueva York, 29 de junio de 1961) es un músico estadounidense, conocido por ser el guitarrista de Circle Jerks y Bad Religion.

## Biografía
Nacido en el neoyorquino barrio de Brooklyn, Hetson se fue a vivir a Los Ángeles cuando tenía dos años. Comenzó en el mundo del punk tocando en Redd Kross, una banda de punk y rock alternativo californiana, que abandonó en 1980 para dedicarse a otra banda que había formado un año antes, The Circle Jerks, junto con el vocalista y líder de Black Flag, Keith Morris. En 1980 lanzan su primer álbum, Group Sex al que sigue dos más hasta 1983, Wild in the Streets y Golden Shower of Hits. Durante ese año la banda no graba ningún álbum y en 1984 Hetson participa con Bad Religion en la grabación del EP Back to the Known y en 1982 también hace un solo de guitarra en el tema Part III, del How Could Hell Be Any Worse?, disco debut de la banda.
Hetson continúa con Circle Jerks grabando dos álbumes más, Wonderful y VI, desde 1984 hasta 1989, año en que se produce un receso en la banda que duraría 5 años. Un año antes de la momentánea ruptura de los Circle Jerks, Hetson había participado, ya como miembro oficial de Bad Religion, en la grabación de Suffer, primer disco de Bad Religion desde su ruptura en 1986.
En 1994 Hetson regresa a Circle Jerks después de que los demás miembros acordasen la vuelta a los estudios, pero Hetson no abandona Bad Religion y compatibiliza ambos proyectos. En Bad Religion era uno de los dos guitarristas de la banda californiana, bien con Brett Gurewitz o con Brian Baker. Pero desde 2001, la banda cuenta con los tres guitarristas en su formación.
Formó también, en 2006, un supergrupo llamado Black President junto al guitarrista de Goldfinger, Charlie Paulson. Toca, al mismo tiempo, en otro grupo llamado Punk Rock Karaoke, con Eric Melvin de NOFX, entre otros.
Tocó la guitarra en una banda de Metal/Punk Rock/Hardcore llamada G.F.P. "General Fucking Principle" junto al skater Tony Alva, y en 2018 interviene como guitarrista de la banda de Marky Ramone.